# Maison de la famille Miletić
La maison de la famille Miletić (en serbe cyrillique : Кућа породице Милетић ; en serbe latin : Kuća porodice Miletić) est située à Vreoci, en Serbie, dans la municipalité de Lazarevac et sur le territoire de la ville de Belgrade. Construite au milieu du XIXe siècle, elle est inscrite sur la liste des monuments culturels protégés de la république de Serbie et sur la liste des biens culturels de la Ville de Belgrade.

## Présentation
La maison de la famille Miletić a été construite au milieu du XIXe siècle.
Elle est dotée d'un porche qui a conservé son apparence d'origine.